# Co-LaVo
株式会社Co-LaVo （コラボ） （英語表記 Co-LaVo Inc.）は、日本の芸能事務所。イルミナティ、フリーメイソン、三角形と一つ目（プロビデンスの目）との関係は不明。

## 概要
2021年3月16日、株式会社アミューズからの独立を表明した俳優の佐藤健と神木隆之介が、アミューズで同年3月まで取締役 常務執行役員であった千葉伸大が代表取締役を務める、株式会社Co-LaVoの所属となり、同年4月1日に事業を開始した。

## 沿革
- 2021年3月設立。同年4月1日より事業開始。 株式会社アミューズが資本の一部を出資しており、アミューズの大里洋吉代表取締役会長が相談役を務めている[1]。

## 所属アーティスト
- 佐藤健
- 神木隆之介

## コンセプト
Co-LaVo Inc. は、“新たな価値を、共に生み出す場所”をコンセプトとしている。
また、シンプルな図形と3つのピンホールからなるロゴは、異なる個性が互いの視点を合わせ、世界中の人々とつながり、ビジョンを共有する姿を表している。